# ホアキン・オリバ
ホアキン・オリバ・ゴマ（Joaquín Oliva Gomá、1926年11月11日 - 1993年2月4日）は、スペイン・カタルーニャ州ギソナ出身の元サッカー選手。ポジションはディフェンダー。

## タイトル
レアル・マドリード
- ラ・リーガ : 3回 (1953-54, 1954-55, 1956-57)
- ラテン・カップ : 2回 (1954-55, 1956-57)
- ヨーロピアン・カップ : 2回 (1955-56, 1956-57)